# Андерсен, Гуннар
Гуннар Андерсен (норв. Gunnar Andersen; 18 марта 1890, Дрёбак, Акерсхус — 25 апреля 1968, Осло) — норвежский спортсмен, футболист, прыгун с трамплина. 46 раз выступал за национальную сборную страны (с 1911 по 1924 г., многолетний капитан сборной по футболу (37 матчей). Двукратный участник Олимпийских игр (Стокгольм, 1912 и Антверпен, 1920). На протяжении всей футбольной карьеры был игроком футбольного клуба «Люн». Был избран в All Star Team. Первый в истории лауреат премии Egebergs Ærespris (1918), присуждаемой норвежским спортсменам, отличившимся более чем в одном виде спорта.
Бывший рекордсмен мира по прыжкам с большого трамплина (1930).
Установил несколько мировых рекордов по прыжкам с большого трамплина: 10 февраля 1907 года — 41 м, 1912 год — 47,5 м. С с 1923 по 1948 год был сотрудником Норвежской лыжной ассоциации.
После окончания карьеры был футбольным арбитром, сотрудником Норвежской футбольной ассоциации.
Похоронен в 1968 году на Западном кладбище Осло.

## Статистика

### Матчи Андерсена за сборную Норвегии
| Матчи Андерсена за сборную Норвегии | Матчи Андерсена за сборную Норвегии | Матчи Андерсена за сборную Норвегии | Матчи Андерсена за сборную Норвегии | Матчи Андерсена за сборную Норвегии | Матчи Андерсена за сборную Норвегии |
| ----------------------------------- | ----------------------------------- | ----------------------------------- | ----------------------------------- | ----------------------------------- | ----------------------------------- |
| №                                   | Дата                                | Соперник                            | Счёт                                | Голы Андерсена                      | Соревнование                        |
| 1                                   | 17 сентября 1911                    | Швеция                              | 1:4                                 | —                                   | Товарищеский матч                   |
| 2                                   | 16 июня 1912                        | Швеция                              | 1:2                                 | —                                   | Товарищеский матч                   |
| 3                                   | 30 июня 1912                        | Дания                               | 0:7                                 | —                                   | Олимпийские игры 1912               |
| 4                                   | 8 июня 1913                         | Швеция                              | 0:9                                 | —                                   | Товарищеский матч                   |
| 5                                   | 26 октября 1913                     | Швеция                              | 1:1                                 | —                                   | Товарищеский матч                   |
| 6                                   | 28 июня 1914                        | Швеция                              | 0:1                                 | —                                   | Товарищеский матч                   |
| 7                                   | 12 июля 1914                        | Российская империя                  | 1:1                                 | —                                   | Товарищеский матч                   |
| 8                                   | 25 октября 1914                     | Швеция                              | 0:7                                 | —                                   | Товарищеский матч                   |
| 9                                   | 27 июня 1915                        | Швеция                              | 1:1                                 | —                                   | Товарищеский матч                   |
| 10                                  | 19 сентября 1915                    | Дания                               | 1:8                                 | —                                   | Товарищеский матч                   |
| 11                                  | 24 октября 1915                     | Швеция                              | 2:5                                 | —                                   | Товарищеский матч                   |
| 12                                  | 2 июля 1916                         | Швеция                              | 0:6                                 | —                                   | Товарищеский матч                   |
| 13                                  | 3 сентября 1916                     | США                                 | 1:1                                 | —                                   | Товарищеский матч                   |
| 14                                  | 1 октября 1916                      | Швеция                              | 0:0                                 | —                                   | Товарищеский матч                   |
| 15                                  | 15 октября 1916                     | Дания                               | 0:8                                 | —                                   | Товарищеский матч                   |
| 16                                  | 17 июня 1917                        | Дания                               | 1:2                                 | —                                   | Товарищеский матч                   |
| 17                                  | 19 августа 1917                     | Швеция                              | 3:3                                 | —                                   | Товарищеский матч                   |
| 18                                  | 16 сентября 1917                    | Швеция                              | 0:2                                 | —                                   | Товарищеский матч                   |
| 19                                  | 7 октября 1917                      | Дания                               | 0:12                                | —                                   | Товарищеский матч                   |
| 20                                  | 26 мая 1918                         | Швеция                              | 0:2                                 | —                                   | Товарищеский матч                   |
| 21                                  | 16 июня 1918                        | Дания                               | 3:1                                 | —                                   | Товарищеский матч                   |
| 22                                  | 15 сентября 1918                    | Швеция                              | 2:1                                 | —                                   | Товарищеский матч                   |
| 23                                  | 6 октября 1918                      | Дания                               | 0:4                                 | —                                   | Товарищеский матч                   |
| 24                                  | 12 июня 1919                        | Дания                               | 1:5                                 | —                                   | Товарищеский матч                   |
| 25                                  | 29 июня 1919                        | Швеция                              | 4:3                                 | —                                   | Товарищеский матч                   |
| 26                                  | 13 июня 1920                        | Дания                               | 1:1                                 | —                                   | Товарищеский матч                   |
| 27                                  | 28 августа 1920                     | Великобритания                      | 3:1                                 | —                                   | Олимпийские игры 1920               |
| 28                                  | 29 августа 1920                     | Чехословакия                        | 0:4                                 | —                                   | Олимпийские игры 1920               |
| 29                                  | 31 августа 1920                     | Италия                              | 1:2                                 | —                                   | Олимпийские игры 1920               |
| 30                                  | 26 сентября 1920                    | Швеция                              | 0:0                                 | —                                   | Товарищеский матч                   |
| 31                                  | 19 июня 1921                        | Швеция                              | 3:1                                 | —                                   | Товарищеский матч                   |
| 32                                  | 18 сентября 1921                    | Швеция                              | 3:0                                 | —                                   | Товарищеский матч                   |
| 33                                  | 2 октября 1921                      | Дания                               | 1:3                                 | —                                   | Товарищеский матч                   |
| 34                                  | 23 августа 1922                     | Швеция                              | 0:0                                 | —                                   | Товарищеский матч                   |
| 35                                  | 26 августа 1922                     | Финляндия                           | 3:1                                 | —                                   | Товарищеский матч                   |
| 36                                  | 10 сентября 1922                    | Дания                               | 3:3                                 | —                                   | Товарищеский матч                   |
| 37                                  | 24 сентября 1922                    | Швеция                              | 0:5                                 | —                                   | Товарищеский матч                   |
| 38                                  | 17 июня 1923                        | Финляндия                           | 3:0                                 | —                                   | Товарищеский матч                   |
| 39                                  | 21 июня 1923                        | Швейцария                           | 2:2                                 | —                                   | Товарищеский матч                   |
| 40                                  | 16 сентября 1923                    | Швеция                              | 2:3                                 | —                                   | Товарищеский матч                   |
| 41                                  | 30 сентября 1923                    | Дания                               | 1:2                                 | —                                   | Товарищеский матч                   |
| 42                                  | 28 октября 1923                     | Франция                             | 2:0                                 | —                                   | Товарищеский матч                   |
| 43                                  | 4 ноября 1923                       | Германия                            | 0:1                                 | —                                   | Товарищеский матч                   |
| 44                                  | 15 июня 1924                        | Германия                            | 0:2                                 | —                                   | Товарищеский матч                   |
| 45                                  | 23 августа 1924                     | Финляндия                           | 0:2                                 | —                                   | Товарищеский матч                   |
| 46                                  | 14 сентября 1924                    | Дания                               | 1:3                                 | —                                   | Чемпионат Северной Европы 1924—1928 |

Итого: 46 матчей / 0 голов; 9 побед, 11 ничьих, 26 поражений.